# مارکو بابیچ
مارکو بابیچ (کرواتی: Marko Babić؛ زادهٔ ۲۸ ژانویهٔ ۱۹۸۱) بازیکن فوتبال اهل کرواسی است. وی همچنین در تیم ملی فوتبال کرواسی بازی کرده‌است.